# Festival Internacional de Cine de San Sebastián 1969
La 17.ª edición del Festival Internacional de Cine de San Sebastián tuvo lugar entre el 16 y el 24 de junio de 1969. En esta edición continuaba teniendo la categoría A de la FIAPF como festival competitivo no especializado.

## Desarrollo
El Festival fue inaugurado el 16 de junio bajo la presidencia del alcalde de San Sebastián Felipe de Ugarte y del subdirector general de Cultura y Espectáculos Francisco Sanabria Martín ante la ausencia del director general Carlos Robles Piquer. El mismo día 16 fue proyectada El león en invierno, que se presentaba fuera de concurso, y el 17 la española Los desafíos y la alemana Scarabea - Wieviel Erde braucht der Mensch?. El 18 se proyectaron Samotność we dwoje y Imam dvije mame i dva tate. El día 19 es va exhibir If..., premiada en el Festival de Cannes y que no participaba en el festival, la soviética Juravuixka y la húngara Sziget a szárazföldön, ambas en blanco y negro. El día 20 se proyectaron la estadounidense The Lost Man, protagonizada por Sidney Poitier, y la británica Un trabajo en Italia, protagonizada por Michael Caine. El día 21 se proyectaron Pierre et Paul y L'amante di Gramigna, que fueron bien acogidas por el público. El día 22 se proyectaron El cadáver exquisito, que fue bien acogida, Zert y Changes, que fue considerada "mediocre" por los críticos. El día 24 se exhibieron Laughter in the Dark y Une femme douce y por la tarda se dieron a conocer los premios.

## Retrospectiva
Junto al festival se hizo una retrospectiva del director alemán Josef von Sternberg, con la proyección de The Docks of New York (1928), Morocco (1930), Dishonored (1931), An American Tragedy (1931), El expreso de Shanghai (1932), Blonde Venus (1932), The Scarlet Empress  (1934) y El diablo era una mujer (1935).

## Jurados
Jurado Oficial
- Josef von Sternberg
- Adriano Baracco
- George Brown
- Ernesto Halffter
- Patricio Kaulen
- Félix Martialay

## Películas

### Programa Oficial
Las 17 películas siguientes fueron presentadas en el programa oficial:
| Título en España                          | Título original                             | Director(es)                                  | País           |
| ----------------------------------------- | ------------------------------------------- | --------------------------------------------- | -------------- |
| La broma                                  | Zert                                        | Jaromil Jires                                 | Checoslovaquia |
| Zhuravushka                               | Zhuravushka                                 | Nikolay Moskalenko                            | URSS           |
| Una mujer dulce                           | Une femme douce                             | Robert Bresson                                | Francia        |
| Una macchia rosa                          | Una macchia rosa                            | Enzo Muzii                                    | Italia         |
| Llueve sobre mi corazón                   | The Rain People                             | Francis Ford Coppola                          | EE. UU.        |
| El hombre perdido                         | The Lost Man                                | Robert Alan Aurthur                           | EE.UU.         |
| Un trabajo en Italia                      | The Italian Job                             | Peter Collinson                               | Reino Unido    |
| The Lady from Constantinople              | Sziget a szárazföldön                       | Judit Elèk                                    | Hungría        |
| Scarabea - How Much Land Does a Man Need? | Scarabea - Wieviel Erde braucht der Mensch? | Hans-Jürgen Syberberg                         | RFA            |
| Samotnosc we dwoje                        | Samotnosc we dwoje                          | Stanisław Różewicz                            | Polonia        |
| Pierre et Paul                            | Pierre et Paul                              | René Allio                                    | Francia        |
| Los desafíos                              | Los desafíos                                | José Luis Egea, Víctor Erice y Claudio Guerín | España         |
| Imam dvije mame i dva tate                | Imam dvije mame i dva tate                  | Krešo Golik                                   | Yugoslavia     |
| L'amante di Gramigna                      | L'amante di Gramigna                        | Carlo Lizzani                                 | Italia         |
| Risa en la oscuridad                      | Laughter in the Dark                        | Tony Richardson                               | Reino Unido    |
| El cadáver exquisito                      | El cadáver exquisito                        | Vicente Aranda                                | España         |
| Pecados de juventud                       | Changes                                     | Hall Bartlett                                 | EE.UU.         |

### Fuera de concurso
| Título en España       | Título original    | Director(es)                                  | País        |
| ---------------------- | ------------------ | --------------------------------------------- | ----------- |
| If...                  | If...              | Lindsay Anderson                              | Reino Unido |
| El león en invierno    | The Lion in Winter | Anthony Harvey                                | Reino Unido |
| Los hermanos Karamazov | Bratya Karamazovy  | Kirill Lavrov, Ivan Pyryevçç, Mikhail Ulyanov | URSS        |

## Palmarés
Ganadores de la Sección oficial del 17º Festival Internacional de Cine de San Sebastián de 1969:
- Concha de Oro a la mejor película: Llueve sobre mi corazón , de Francis Ford Coppola
- Concha de Oro al mejor cortometraje:  Obri, de Gene Deitch
- Concha de Plata a la mejor dirección:
  - Los desafíos de José Luis Egea, Víctor Erice y Claudio Guerín
  - Una mujer dulce de Robert Bresson
- Concha de Plata a la mejor actriz: 
  - Stefania Sandrelli, por L'amante di Gramigna
  - Lyudmila Chursina por Zhuravushka
- Concha de Plata al mejor actor: Nicol Williamson, por Risa en la oscuridad